# Paula Barreto
Paula Andrea Barreto Velásquez (Medellín, Antioquia, Colombia, 31 de agosto de 1979) es una actriz colombiana, reconocida por varios papeles, de los cuales destacan Yo soy Franky como Sofía Andrade, Las muñecas de la mafia 2 como Martha Cruz, en Enfermeras como Victoria Cifuentes, y como Luisana Requena en Doña Barbara. Es hermana de la también actriz María Teresa Barreto.

## Filmografía

### Televisión
| Año       | Título                              | Personaje                          | Canal                          |
| --------- | ----------------------------------- | ---------------------------------- | ------------------------------ |
| 2024      | Consuelo                            | Theresa Palomares                  | Vix                            |
| 2023      | Romina poderosa                     | Diana Marcos de Moya               | Caracol Television             |
| 2023      | Manes                               | Aura                               | Prime Video                    |
| 2023      | De brutas, nada                     | Clienta                            | Prime Video                    |
| 2022      | Entre sombras                       |                                    | Caracol Television             |
| 2021      | El Cartel de los Sapos: el origen   | Mónica Valencia                    | Caracol Television             |
| 2021      | Lala's Spa                          | Brenda Hoyos Llano                 | Canal RCN                      |
| 2021      | Enfermeras                          | Victoria Cifuentes                 | Canal RCN                      |
| 2020      | Operación Pacifico                  | Maria Elvira                       | Telemundo                      |
| 2020-2021 | Pa' quererte                        | Paula                              | Canal RCN                      |
| 2019      | El final del paraíso                | Julia Domínguez                    | Telemundo                      |
| 2019      | Las muñecas de la mafia 2           | Martha Cruz Trujillo               | Caracol Television             |
| 2018      | El chapo                            | Paloma                             | Netfix                         |
| 2017      | La Nocturna                         | Dr. Claudia López                  | Caracol Television             |
| 2017      | Francisco el matemático: Clase 2017 | Mabel Castro (Actuación Especial)  | Canal RCN                      |
| 2016      | Anonima                             | Betina Serrano                     | Canal RCN                      |
| 2015-2016 | Yo soy Franky                       | Sofía Andrade                      | Nickelodeon Latinoamérica      |
| 2015-2016 | Las santísimas                      | Diana Dorantes                     | Canal RCN                      |
| 2015      | Quien mató a Patricia Soler         | Daniela Contreras de Sotomayor     | Canal RCN                      |
| 2014      | Los años maravillosos               | Diana Pizarro                      | Caracol Television             |
| 2014      | La suegra                           | Marcela Burgos Maldonado           | Caracol Television             |
| 2013      | ¿Quién eres tú?                     | Julieta Seles (Villana)            | UniMas                         |
| 2013      | Mujeres al límite                   | Diana                              | Caracol Television             |
| 2012      | Historias clasificadas              | Natalia Jiménez Ep: Pequeño Dilema | Canal RCN                      |
| 2012      | A corazón abierto                   | Fabiana de Maza                    | Caracol TelevisionAzteca Trece |
| 2011-2012 | Primera dama                        | Luciana "Luci" Cuadra              | Caracol Television             |
| 2011      | La chica de mis sueños              | Ximena Suárez                      | Canal 6                        |
| 2010-2011 | Ojo por ojo                         | Melba Foucon                       | Telemundo                      |
| 2010      | Decisiones extremas                 | Ep: Yo la mato                     | Telemundo                      |
| 2010      | El clon                             | Amalia Santos                      | Telemundo                      |
| 2010      | El cartel 2                         | Larissa de Casas                   | Caracol Television             |
| 2009-2010 | Amor en custodia                    | Carlota Coronado                   | Canal RCN                      |
| 2009-2010 | Niños ricos pobres padres           | Dorotea Cortés                     | Telemundo                      |
| 2008-2009 | Sin senos no hay paraíso            | Bárbara                            | Telemundo                      |
| 2008-2009 | Doña Bárbara                        | Luisana Requena                    | Telemundo                      |
| 2008      | Cómplices                           | Atenea Mirabán                     | Caracol Television             |
| 2008      | Súper Pa                            | Daniela Venegas                    | Canal RCN                      |
| 2007-2008 | Sobregiro de amor                   | Pilar                              | Caracol Television             |
| 2006-2008 | En los tacones de Eva               |                                    | Canal RCN                      |

## Cine
| Año  | Película                   | Personaje |
| ---- | -------------------------- | --------- |
| 2011 | El escritor de telenovelas | Gabriela  |